# Joey Maxim

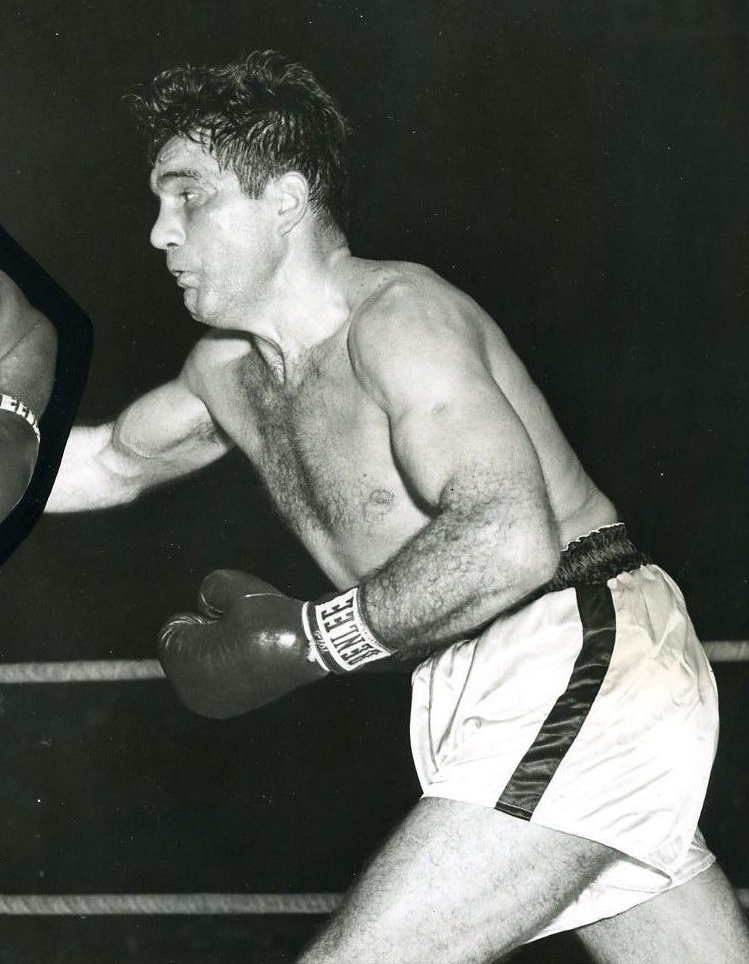
Joey Maxim, 1952.

Joey Maxim, egentligen Giuseppe Antonio Berardinelli, född 28 mars 1922 i Cleveland, Ohio, död 2 juni 2001 i West Palm Beach, Florida, var en amerikansk proffsboxare. Han var världsmästare i lätt tungvikt 1950–1952.
Maxim proffsdebuterade 1941 och avslutade sin långa karriär 1958. Under världskriget tjänstgjorde han som militärpolis i Miami Beach, Florida och kunde därmed fortsätta att boxas även under denna period. Maxim blev världsmästare i januari 1950 genom att i London knockoutbesegra den regerande mästaren Freddie Mills i 10:e ronden. 1951 gick Maxim även en match om titeln i tungvikt, som han förlorade på poäng mot mästaren Ezzard Charles.
Maxims mest uppmärksammade match var titelförsvaret i Yankee Stadium mot Sugar Ray Robinson den 25 juni 1952. Matchen gick i 40-gradig värme och efter 13 ronder ledde Robinson överlägset på poäng. Maxim kunde vinna matchen då motståndaren drabbades av värmeslag och inte förmådde komma ut till den fjortonde ronden. Det kan förtjäna att nämnas att även ringdomaren, den legendariske Ruby Goldstein, drabbades av vätskebrist och utmattning och måste ersättas.
I december samma år förlorade Maxim titeln på poäng till Archie Moore. Efter denna förlust boxades Maxim endast sporadiskt och avverkade endast 14 matcher under de sista sex åren av sin karriär. Efter att ha förlorat sex matcher i rad lade Maxim 1958 handskarna på hyllan. Bland Maxims sällan uppmärksammade meriter finns bland annat segrar mot, sedermera tungviktsvärldsmästarna, Jersey Joe Walcott och Floyd Patterson. Joey Maxim var inte begåvad med ett avgörande knockoutslag, men med en lysande behärskning av infightingens alla tricks förenade han uthållighet, hårdhet och en utpräglad känsla för taktik.
I svensk boxningshistoria har Maxim blivit ihågkommen för att han i januari 1948, med en 2-1-seger i Madison Square Garden, tillintetgjorde Olle Tandbergs internationella karriär.
Efter boxningskarriären försörjde sig Maxim som ståuppkomiker och taxichaufför samt med en del biroller i filmer.
Hans slutliga matchstatistik omfattar 82 segrar (21 på KO), 29 förluster och 4 oavgjorda.